# Acacia minutifolia
Acacia minutifolia är en ärtväxtart som beskrevs av Ferdinand von Mueller. Acacia minutifolia ingår i släktet akacior, och familjen ärtväxter. Inga underarter finns listade i Catalogue of Life.